# Jean Meunier
Pour les articles homonymes, voir Meunier.
Jean Meunier, né le 19 mai 1906 à Bourges et mort le 26 juillet 1975 à Tours, est un homme politique socialiste, résistant, ancien ministre et journaliste français.

## Biographie

### Jeunesse et premiers engagements
Né à Bourges le 19 mai 1906 d'un père imprimeur, fervent socialiste, il entre à la Section française de l'Internationale ouvrière (SFIO) en 1926, l'année de son mariage avec la fille d'un cheminot syndicaliste licencié après la grande grève de 1920, « elle aussi passionnée de politique ». Son père Maurice Meunier avait racheté en 1920 à Tours sa propre imprimerie, après avoir été chassé d'une coopérative d'imprimeurs « par ses camarades devenus communistes », l'année du Congrès de Tours qui voit la scission entre socialistes et communistes et cinq ans après les premiers s'installer pour un quart de siècle à la mairie de Tours.
Il devint franc-maçon en 1926 ou 1927, appartenant au Grand Orient de France, qui est son école de formation. En 1934, Jean Meunier est élu secrétaire de la Fédération socialiste d'Indre-et-Loire. 
Lors des élections municipales de 1935, il est élu conseiller municipal sur la liste de Ferdinand Morin, maire de Tours depuis 1925.  

### Élection à l'Assemblée nationale et engagement comme soldat
L'année suivante, à l'initiative de ce dernier, il se présente aux législatives dans la 3e circonscription de Tours, au scrutin de liste. Les six premiers placés devant lui s'étant désistés, c'est lui qui la mène. Sa liste, devancée par celle du candidat de droite, n'arrive que deuxième , mais bénéficie du maintien au second tour d'Émile Faure, député sortant, transfuge de la SFIO, portant l’étiquette républicain-socialiste. Il devient ainsi l'un des plus jeunes députés, sous l'étiquette SFIO. Deux ans après, c'est à contrecœur, mais par discipline de parti, qu'il vote pour les accords de Munich. 
« C'est parce qu'il est député, bien que réformé », que Jean Meunier s'engage fin octobre 1939 dans la 9e section des infirmiers pour y recevoir une formation et c'est avec le grade de sous-lieutenant qu'il sera dirigé vers le théâtre des opérations militaires, en Sarre, le 6 janvier 1940. Fait prisonnier à Saint-Dié le 22 juin, il est libéré en tant que sanitaire le 31 octobre 1940.

### Résistance durant la Seconde Guerre mondiale
Lors d'une réunion informelle à la mairie de Tours, le 19 octobre 1941, sous la présidence de Ferdinand Morin, il observe que la plus grande majorité des responsables de la SFIO, et notamment le maire, se révèlent soit pacifistes, dans la mouvance de Paul Faure, soit attentistes, soit, pire encore, pour la collaboration. Deux ans après, il le signale dans un rapport adressé à Londres le 6 juillet 1943. 
Jean Meunier reprend pendant la guerre son métier d’imprimeur, son père lui laissant la gestion de l’imprimerie familiale, ce qui intéresse la résistance, pour fabriquer des faux papiers et tracts. Le radio émetteur breton Marcel Clech, futur déporté à Mauthausen, parachuté près de Tours, réside clandestinement dans la ville et prend contact avec lui. Selon sa fille Mireille, il signe son engagement dans la Résistance le 1er janvier 1942 à la demande du colonel Rémy, qui souhaite organiser en Touraine le réseau CND-Castille. Au printemps de la même année, Henri Ribière, du Comité d'action socialiste, contacte Jean Meunier pour lui demander d'organiser à Tours le Mouvement Libération-Nord. Avec quelques autres, notamment les instituteurs de Velpeau, Marcel Ballon et Marcel Ney, tous deux morts en martyrs, il doit reconstituer un Parti socialiste clandestin dans ce secteur. C'est en octobre 1942 qu'il est chargé par Henri Ribière de fonder le mouvement Libération-Nord dans l’Indre-et-Loire. 
Vers l'été 1943, il fait croire aux Allemands qu’il part dans le Midi, afin de se rendre quelques jours à Paris. Le 9 septembre 1943, un parachutage d’armes est suivi d'arrestations, et la partie tourangelle de son réseau, « Libération-Nord local », est décapitée. Il devient coordinateur des actions sur le département d'Indre-et-Loire. 

### Libération et fondation deLa Nouvelle République
Il fonde, en 1944, avec Pierre Archambault du quotidien d'information La Nouvelle République du Centre-Ouest. 
Le 31 août 1944, les Allemands se retirent de la ville et c'est la libération de Tours. Le lendemain, il est nommé maire de la ville, fonction à laquelle il est élu en 1945. Environ 700 collaborateurs sont arrêtés, 2000 dossiers d’épuration ouverts. Le même jour est imprimé le premier numéro de La Nouvelle République du Centre-Ouest, qui prend la place de La Dépêche du Centre, sous l'impulsion du commissaire de la République, Michel Debré. Ce premier numéro paraît le samedi 2 septembre 1944 avec un tirage de 33 000 exemplaires. Deux numéro ont été auparavant publiés dans la clandestinité. Grâce aux lois de 1946 sur la presse, via « un substantiel apport de fonds versés aux précédents propriétaires 186 millions » de francs, le quotidien bénéficie d'une « structure de gestion » le mettant à l'abri de groupes de pression.

### Poursuite de sa carrière politique
Lors des municipales de 1947, la liste SFIO qu'il mène obtient 22 % des voix, contre 25 % pour celle du PCF et 40 % pour celle du Rassemblement du peuple français (gaullistes) et après des tractations, Jean Meunier n'est finalement qu'adjoint du maire socialiste Marcel Tribut.
Il est par ailleurs aussi directeur du Réveil socialiste d'Indre et Loire, hebdomadaire de la SFIO.
Il travaille au ministère des Travaux publics puis de l’Intérieur, et occupe un poste de secrétaire d’Etat à la fonction publique. 
Il est battu aux élections législatives de 1958 par Jean Royer.

### Activités journalistiques
Au lendemain de la Libération, il est président de l'Association de la presse démocratique et de son émanation l'Agence coopérative d'information.
À partir de sa défaite en 1958, il participe activement à la vie de La Nouvelle République du Centre-Ouest, dont il est le principal éditorialiste. Il préside le journal jusqu'à sa mort à l'âge de 69 ans en 1975.
Dans une lettre adressée par Guy Mollet, le 10 avril 1968, à Jean Meunier, celui-ci lui demande d'envoyer à Roger Quilliot (qui prépare une Histoire du Parti socialiste de 1944 à 1968) un rapport sur les activités du parti durant l'occupation, afin d'y consacrer un chapitre. Jean Meunier intitule ce rapport « Les socialistes tourangeaux dans la Résistance ». C'est le document le plus complet sur les activités clandestines qui ait été diffusé, car il est rédigé par celui qui était chargé de la Résistance en Indre-et-Loire.

## Famille
Jean Meunier épouse en avril 1926 Raymonde Béguet, née le 21 mai 1906 et morte le 10 octobre 1981. Ils ont une fille, Mireille, née le 22 janvier 1936, sociologue. Il est le grand-père maternel de la journaliste Nathalie Saint-Cricq, née treize ans avant son décès, et l'arrière grand-père du journaliste Benjamin Duhamel.

## Fonctions
- Député socialiste d'Indre-et-Loire de 1936 à 1940 et de 1945 à 1958
- Maire de Tours de 1944 à 1947[7] et président du Comité départemental de Libération
- Sous-secrétaire d'État aux Travaux publics et aux Transports du 3e gouvernement Léon Blum (du 16 décembre 1946 au 22 janvier 1947)
- Secrétaire d'État à l'Intérieur du 2e gouvernement Georges Bidault (du 29 octobre 1949 au 7 février 1950)
- Secrétaire d'État à la présidence du Conseil chargé de la Fonction publique et de la Réforme administrative du gouvernement Maurice Bourgès-Maunoury (du 17 juin au 6 novembre 1957)

## Distinctions
- Médaille de la Résistance française (décret du 15 octobre 1945)[8]
- En 1994, Jean Meunier est nommé Juste parmi les nations par Yad Vashem à Jérusalem en Israël, pour le sauvetage de Jean-Claude Moscovici, sa sœur Liliane Moscovici et leur mère Louise Moscovici[9]